# Dolichopoda ligustica
Dolichopoda ligustica är en insektsart som beskrevs av Baccetti och Capra 1959. Dolichopoda ligustica ingår i släktet Dolichopoda och familjen grottvårtbitare.

## Underarter
Arten delas in i följande underarter:
- D. l. ligustica
- D. l. septentrionalis